# Tom Feeney
Thomas Charles „Tom” Feeney III, znany jako Tom Feeney (ur. 21 maja 1958) – amerykański polityk, członek Partii Republikańskiej. Od 2003 roku jest przedstawicielem dwudziestego czwartego okręgu wyborczego w stanie Floryda do Izby Reprezentantów Stanów Zjednoczonych.